# Inticetidae
Az Inticetidae az emlősök (Mammalia) osztályának párosujjú patások (Artiodactyla) rendjébe, ezen belül a cetek (Cetacea) alrendágába tartozó fosszilis család.

## Tudnivalók
Az Inticetidae család a bazális, azaz a kezdetleges fogascetek egyik képviselője, amely a miocén korban élt.

## Rendszerezés
A családba az alábbi 2 nem tartozik:
- Inticetus Lambert et al., 2017 - típusnem; kora-középső miocén; Peru[1]
- Phococetus - korábban a Kekenodontidae családba volt besorolva; Észak-Karolina, USA[2]